# Rohtenburg
Rohtenburg (Brasil: O Canibal / Portugal: Amor Sinistro) é um filme alemão de 2006 do gênero terror, escrito por T.S. Faull e dirigido por Martin Weisz.
Inspirado pela história real da vida do assassino canibal Armin Meiwes apelidado de o "Canibal de Rotenburg".
A produção germano-americana foi intitulada, na Alemanha, de "Rohtenburg", com a grafia errada do nome da cidade do assassino (o correto é Rotenburg). Em outros países, ele recebeu o nome de "Grimm Love". A produtora responsável pelo filme diz que o caso de Meiwes só "forneceu inspiração para o filme". 

## Sinopse
Katie Armstrong (Russell) é uma estudante norte-americana de psicologia criminal que mora na Alemanha, estar investigando, no âmbito da sua tese, Oliver Hagen (Kretschmann), um assassino canibal. Oliver sonhou em comer literalmente uma vítima voluntária, e graças à internet, ele foi capaz de encontrar um voluntário, um jovem Simon Grombeck (Thomas Huber). A história é contada em flashbacks como Katie investigando estes homens e seus passados. Eventos culminam na descoberta por Katie de uma fita de Filme snuff que documenta o crime. Ela fica obcecada pelo tema e acaba por mergulhar num estilo de vida muito semelhante ao de Hagen e aos de milhares de pessoas como ele.

## Elenco
- Keri Russell  ...  Katie Armstrong
- Thomas Kretschmann  ...  Oliver Hartwin
- Thomas Huber  ...  Simon Grombeck
- Rainier Meissner  ...  Young Oliver
- Marcus Lucas  ...  Felix
- Angelika Bartsch  ...  Viktoria
- Alexander Martschewski  ...  Rudy
- Nils Dommning  ...  Karl
- Pascal Andres  ...  Young Simon
- Axel Wedekind  ...  Domino
- Tatjana Clasing  ...  Hanna
- Horst D. Scheel  ...  Prof. Zech
- Stefan Gebelhoff  ...  Simon's Dad
- Helga Bellinghausen  ... Simon's Mom
- Bojan Heyn  ...  Bully

## Lançamento
O filme Rohtenburg foi agendado para lançamento na Alemanha em 9 de março de 2006. Em março de 2006, o filme foi proibido por um tribunal alemão por infringir os direitos pessoais de Armin Meiwes, mas o filme foi vendido para o lançamento internacional e foi exibido em todo o mundo. O advogado do condenado alegou, entre outras coisas, que a história viola a privacidade de seu cliente, reproduzindo em detalhes sua vida. Desde então, a briga passou por todas as instâncias da Justiça alemã. Em maio de 2009, a Corte Federal de Justiça anulou a proibição em favor da liberdade artística que prevalecem sobre os direitos de personalidade do condenado. 